# カオラウ
カオラウ（ベトナム語：Cao lầu / 高樓）は、米粉の麺、焼豚、生野菜などを主な原料とする、ベトナムの都市ホイアンの郷土料理。起源については中国の乾撈麺にあるとするものと、日本から伊勢うどんが伝わったとする主張がある。